# Béhourd (sport)
Pour les articles homonymes, voir Béhourd.
 (décembre 2015).
Le béhourd est un sport de combat impliquant l'utilisation d'armes et d'armures issues du Moyen Âge.

## Étymologie

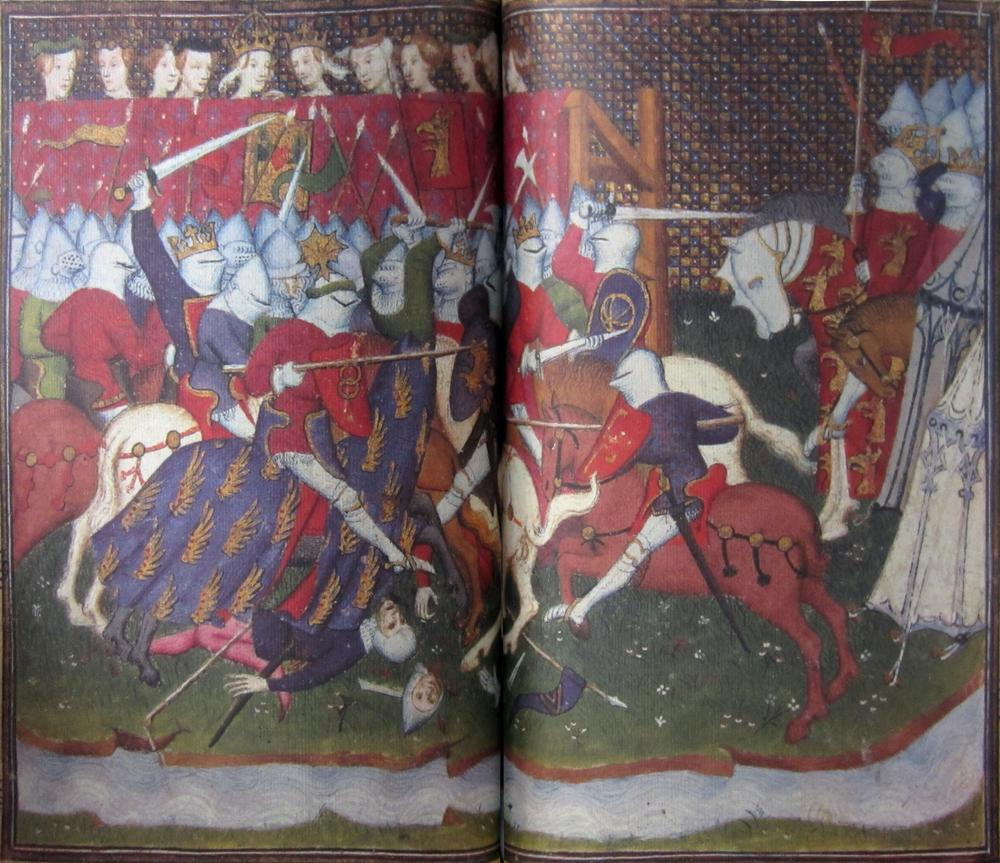
Représentation d'un tournoi dans Le Chevalier Errant (BNF Français 12559), manuscrit daté de 1400

Le terme béhourd vient du vieux français. On trouve dans les textes anciens les formes behort, behourt, behourd, beort, baort, bohort, bohurt, bouhort, bouhourd désignant originellement un combat à la lance, puis au sens général, un "tournoi". Il provient du francique *bihordôn signifiant "espace clôturé (où se déroulent les tournois)".

## Histoire
La renaissance du béhourd date des années 1990 en Russie. Il s'est peu à peu développé dans les pays d'Europe de l'Est principalement en Biélorussie, en Russie et en Ukraine pour ensuite gagner le reste de l'Europe.
La principale compétition internationale est la Bataille des Nations de la ligue HMB dans laquelle s'affrontent les équipes nationales, mais également la ligue International Medieval Combat Federation (IMCF), qui est un autre championnat avec des catégories différentes.
La pratique contemporaine du béhourd a été importée en France par Edouard Eme, fondateur et président de France Medieval Full Contact (2011), devenue France Béhourd (2012) puis enfin Fédération française de béhourd (2014). Le premier tournoi a eu lieu à Azincourt en 2011.

## Description

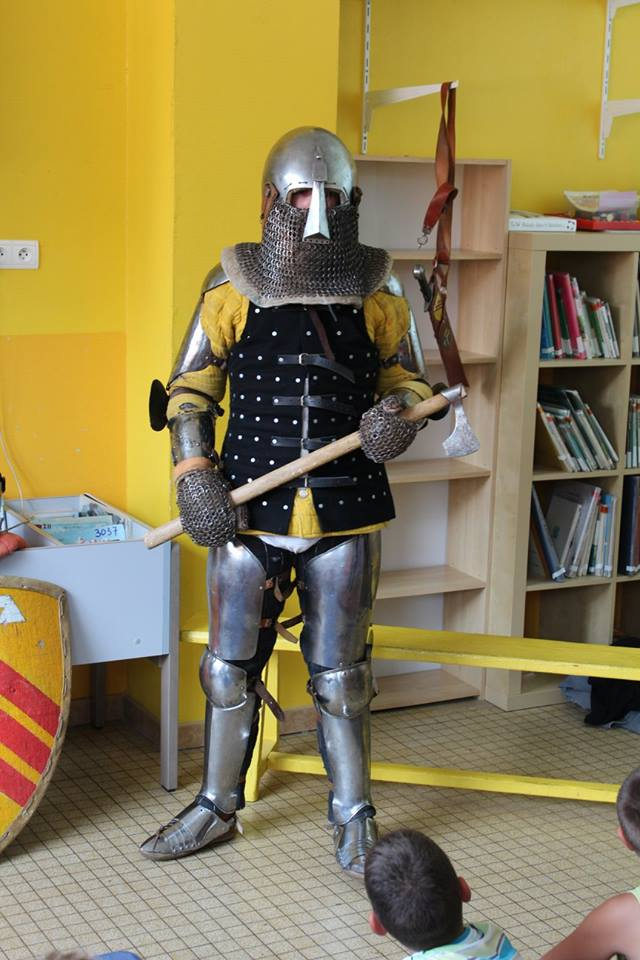
Armure complète de béhourd, fin du XIVe siècle.

Les armes et armures utilisées par un combattant doivent correspondre à des analogues historiques de la même région et de la même époque (du XIIIe   au   XVIIe siècle), à 30 ans près.
Contrairement aux reconstitutions de batailles historiques, le béhourd est un sport régi par des règles et nécessite la présence d'arbitres.
Afin de réduire les blessures, le matériel est soigneusement vérifié avant les batailles, toutes les armes sont émoussées.
Il s'agit d'un sport de combat en duel ou en équipe, pendant les combats de masse, une équipe l'emporte quand elle met ses adversaires à terre. Une fois au sol, il faut attendre la fin du round. Un combat se livre en 2 rounds gagnants.

## Entraînement et préparation

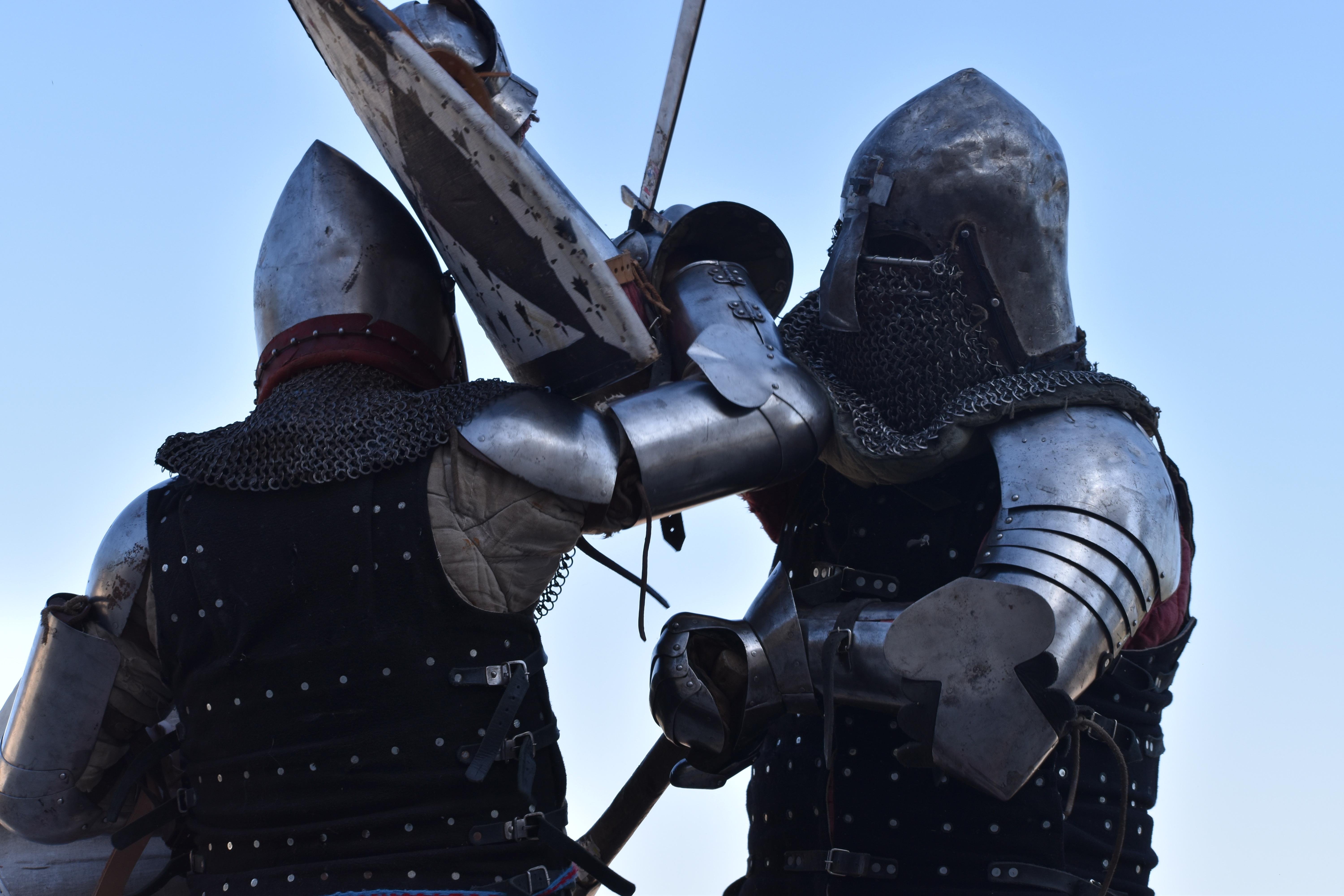
Démonstration de duel été 2019.

Les séances d'entraînements sont conformes aux méthodes modernes d'entraînement pour un sport de combat moderne (lutte, MMA, boxe, judo). À cela s'ajoutent des entraînements spécifiques en armure. Le crossfit et le powerlifting sont aussi beaucoup utilisés.

## Règles

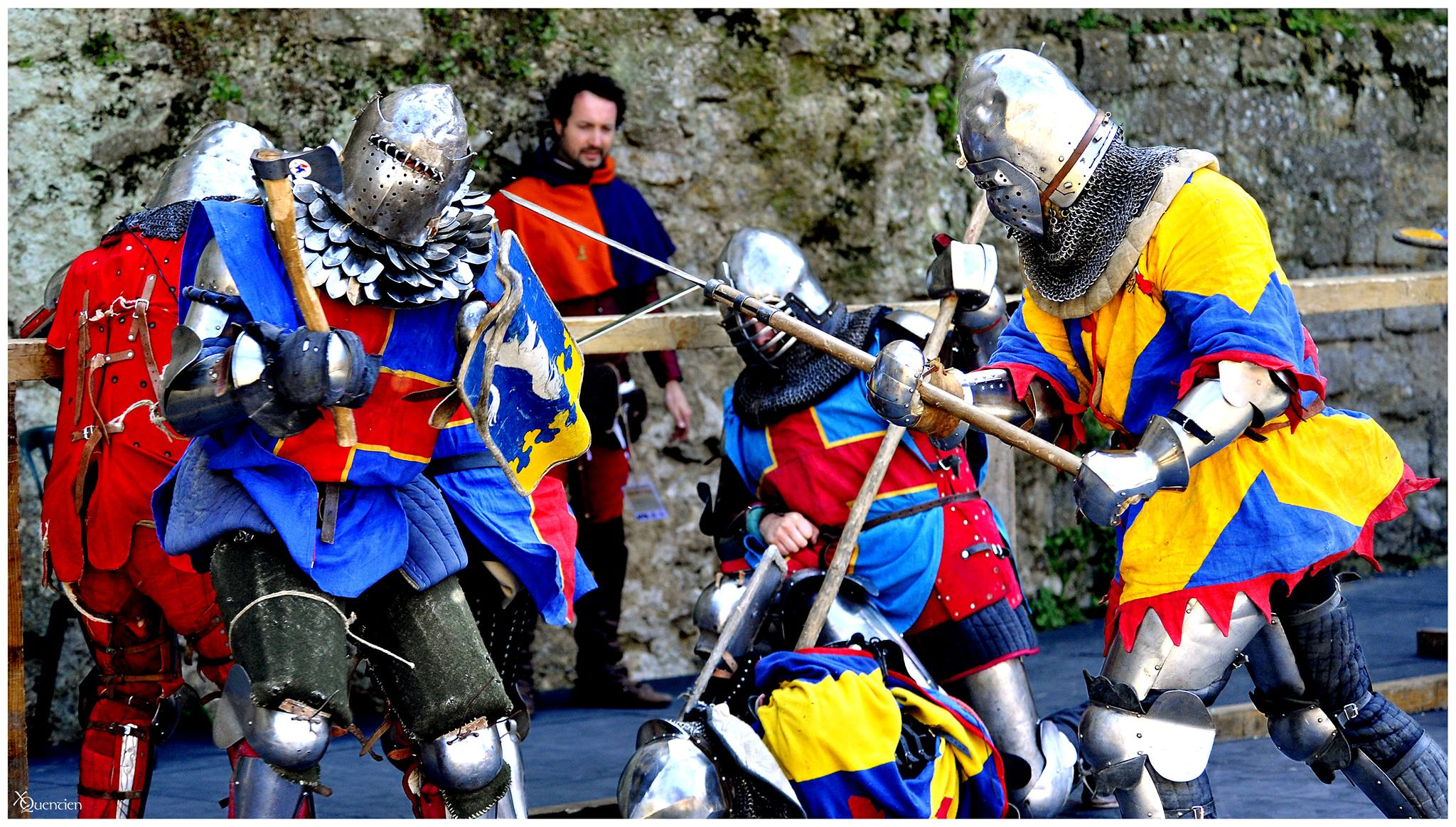
Tournoi de béhourd 5vs5 à Carcassonne en 2017.

Il y a des règles internationales unifiées pour les batailles. Elles interdisent un certain nombre de techniques très traumatisantes (clés de bras et jambes) et règlementent l'admission des combattants et de leurs armes afin d'observer la fiabilité historique de l'équipement, et aussi à éliminer les blessures graves. En particulier sont interdits les coups d'estoc, qui pourraient passer la visière, ainsi que les coups derrière les genoux, aux pieds, à l'aine ou à la nuque.
En raison des règles de combat qui peuvent différer selon les pays, les premières règles unifiées ont été développées spécifiquement pour le championnat du monde : « Bataille des nations ».

## Catégories

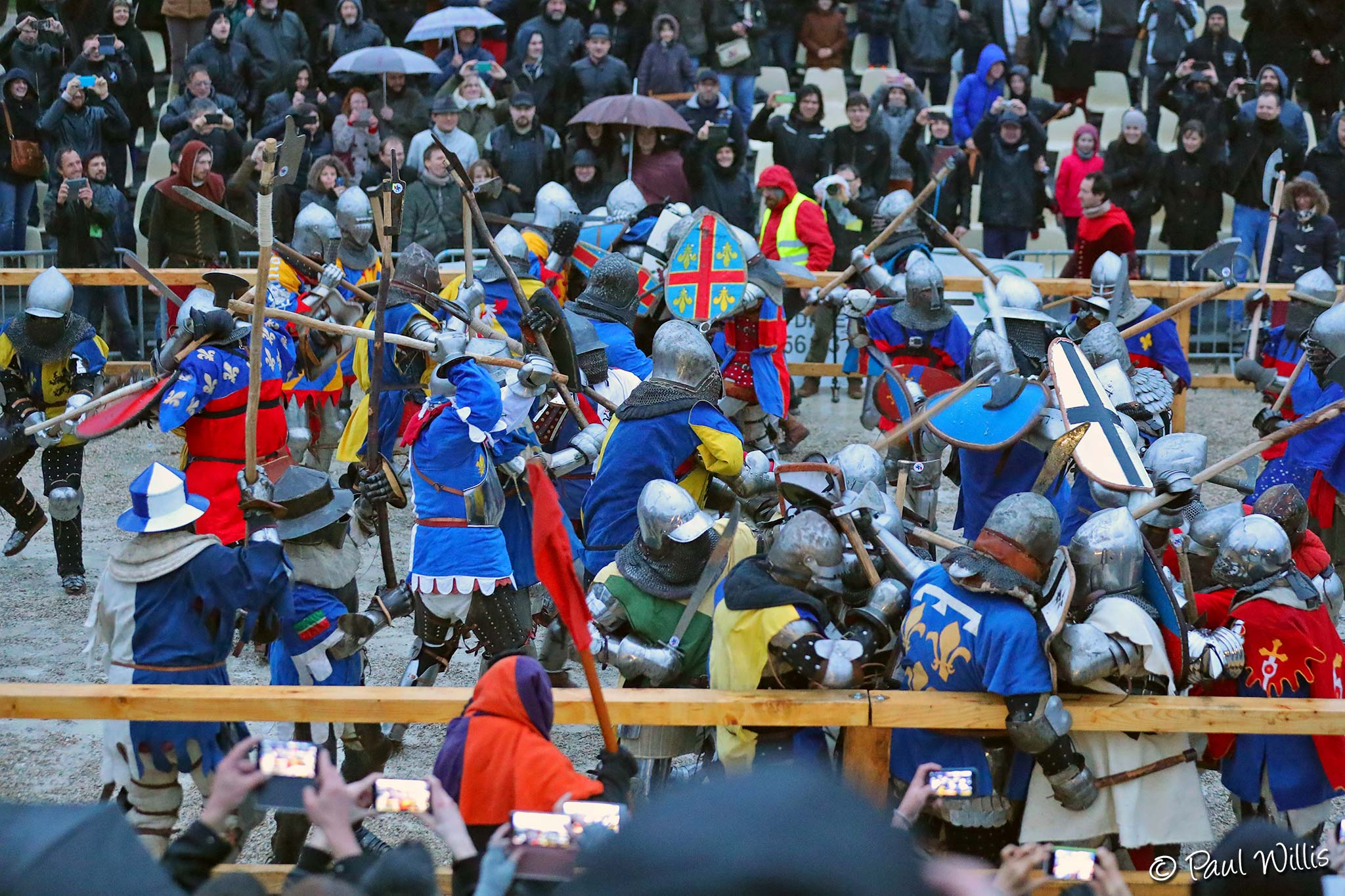
21vs21 à la Coupe de France de béhourd 2017.

Plusieurs catégories existent, avec un nombre de combattants égal dans chaque équipe. Il y a donc les catégories de duel (triathlon ou profight), de 5vs5 (HMB et IMCF), de 10vs10 (IMCF), de 12vs12 (HMB), de 16vs16 (IMCF), de 30vs30(HMB) (nouvelle catégorie pour 2019 en lieu et place du 21vs21) et 150vs150 (HMB). Il peut s'agir d'un combat « courtois », appelé aussi « Duel », dans lequel les projections au sol sont interdites, les coups de pied non comptabilisés et où seules les touches à l'épée comptent, ou bien d'un combat « non courtois », appelé aussi « Profight », pour lequel les projections au sol, coups de poing, pieds, coudes, genoux, boucliers et armes comptent, les coups une fois l'adversaire au sol étant aussi autorisés jusqu’à intervention de l'arbitre, toutes ces actions rapportant des points.

## Le béhourd en France
Le béhourd est régie en France par la Fédération française de béhourd. À la fin de l'année 2020, 31 clubs en métropole ainsi qu'un club localisé à Monaco sont affiliés à cette fédération. Les clubs sont mixtes, hormis trois clubs féminins.
Des événements et compétitions sont organisés ponctuellement par la Fédération française de béhourd ou les clubs affiliés. Ils permettent la conduite du championnat de France mais aussi de présenter l'activité au public.

## Le béhourd dans les autres pays francophones
En Suisse romande un club est actif en 2021, affilié à l'Association médiévale romande.
En Belgique, il n'existe pas de fédération de béhourd indépendante ; les clubs pratiquant les AMHE proposent dans certains cas, une pratique du béhourd.
Une équipe existe également à Monaco ; celle-ci est affiliée à la fédération française.

## Compétitions internationales
14 pays ont participé aux compétitions internationales de la Buhurt League réparties en deux tournois internationaux qui sont le Buhurt Prime et le Buhurt Next.
Une troisième compétition nommée "Buhurt Ultima" fera son apparition en avril 2022 permettant aux meilleures équipes de la catégorie 12 vs 12 de s'affronter. 
La première édition se déroulera à Saint-Petersbourg.
| Rang | Pays               | Nombre de participations |
| ---- | ------------------ | ------------------------ |
| 1    | Russie             | 12                       |
| 2    | France             | 8                        |
| 3    | Pologne            | 7                        |
| 4    | Ukraine            | 4                        |
| 5    | Angleterre         | 4                        |
| 6    | République tchèque | 3                        |
| 7    | Pays-Bas           | 2                        |
| 8    | Danemark           | 2                        |
| 9    | Biélorussie        | 2                        |
| 10   | États-Unis         | 1                        |
| 11   | Monaco             | 1                        |
| 12   | Mexique            | 1                        |
| 12   | Serbie             | 1                        |
| 12   | Espagne            | 1                        |

### Buhurt Prime
Le Buhurt Prime et le Buhurt Next sont deux compétitions annuelles internationales organisées par la Buhurt League et regroupant les meilleurs clubs du monde.
À la fin de chaque saison, les 20 équipes qui ont accumulé le plus de points au sein de la Buhurt League obtiennent une invitation officielle pour participer aux tournois internationaux. Certains prestigieux tournois nommés" Buhurt Master" peuvent offrir une invitation au gagnant pour participer au Buhurt Prime comme ce fut le cas du "Torneo Medieval de Calaveras 2019 " tenu au Mexique remporté par ACM Mexico.
Le Buhurt Prime accueille les dix premières équipes. La première édition s'est déroulée le 16 février 2019 à Monaco.
À cause des restrictions liées à la pandémie de Covid-19 empêchant le tournoi Buhurt Prime 2022 de se dérouler à Monaco, cette édition devait se passer à Belgrade le 26 février 2022, dans le même cadre qui a accueilli le Buhurt Next 2022.
En raison de la guerre d'Ukraine, le tournoi n'a pas eu lieu.
| Liste des participants |
| ---------------------- |
| Bear Paw               |
| Cerberus Emissus       |
| KS Rycerz              |
| Prague Trolls          |
| Warriors of Light      |
| Grimaldi Milites       |
| Legenda Polnocy        |
| Lions of Steel         |
| Partizan               |
| White Company          |

Le Buhurt Prime 2021 a été reporté à cause de la pandémie de Covid-19, les points accumulés par les équipes lors de la saison 2020-2021 sont reportés pour la saison 2021-2022.
Le Buhurt Prime 2020 s'est déroulé à Monaco et a accueilli dix équipes provenant de 7 pays différents au sein du chapiteau de Fontvieille. 
Cette année-là, les trois équipes russes se sont hissés aux trois premières places.
| Rang | Club              | Combats remportés | Score de points remportés | Nombre de combats disputés | Pourcentage de victoire |
| ---- | ----------------- | ----------------- | ------------------------- | -------------------------- | ----------------------- |
| 1    | Bear Paw          | 7                 | 60                        | 7                          | 100                     |
| 2    | Western Tower     | 5.5               | 35                        | 7                          | 79                      |
| 3    | Old Friends       | 5.5               | 45                        | 7                          | 79                      |
| 4    | White Company     | 4                 | 35                        | 7                          | 57                      |
| 5    | Prague Trolls     | 2                 | 18                        | 5                          | 40                      |
| 6    | Aquila Sequania   | 2                 | 15                        | 5                          | 40                      |
| 7    | Taurus UA         | 1                 | 10                        | 5                          | 20                      |
| 8    | Warriors Of Light | 1                 | 10                        | 5                          | 20                      |
| 9    | KS Rycerz         | 0                 | 0                         | 4                          | 0                       |
| 10   | ACM Mexico        | 0                 | 0                         | 4                          | 0                       |

La première édition du Buhurt Prime s'est déroulée le 16 février 2019 à monaco. Elle a été remportée par l'équipe russe Bayard contre leur rival Bear Paw.
| Rang | Club            | Combats remportés | Score de points remportés | Nombre de combats disputés | Pourcentage de victoire |
| ---- | --------------- | ----------------- | ------------------------- | -------------------------- | ----------------------- |
| 1    | Bayard          | 7                 | 59                        | 7                          | 100                     |
| 2    | Bear Paw        | 6                 | 58                        | 7                          | 85,71                   |
| 3    | Knyaz           | 5                 | 40                        | 7                          | 71,43                   |
| 4    | White Company   | 4                 | 43                        | 7                          | 57,14                   |
| 5    | Old Friends     | 1                 | 11                        | 5                          | 20                      |
| 6    | Brotherhood     | 1,5               | 7                         | 5                          | 30                      |
| 7    | Prague Trolls   | 1,5               | 5                         | 5                          | 30                      |
| 8    | Aquila Sequania | 1                 | 10                        | 5                          | 20                      |
| 9    | Martel          | 0,5               | 5                         | 4                          | 12,5                    |
| 10   | KS Rycerz       | 0,5               | 2                         | 4                          | 12,5                    |

### Buhurt Next
Le Buhurt Next accueille les équipes classées de la 11e à la 20e place et a pris place pour la première fois le 25 janvier 2020 à Laon.
À cause de la pandémie de Covid-19, les équipes Aquila Sequania et Primus n'ont pas pu participer au tournoi Buhurt Next 2022. 
| Rang | Club            | Combats remportés | Score de points remportés | Nombre de combats disputés | Pourcentage de victoire |
| ---- | --------------- | ----------------- | ------------------------- | -------------------------- | ----------------------- |
| 1    | Old Friends     | 8                 | 70                        | 8                          | 100                     |
| 2    | Syabry          | 5                 | 45                        | 8                          | 62,5                    |
| 3    | Pardus Bellator | 4                 | 25                        | 8                          | 50                      |
| 4    | NSK             | 5                 | 35                        | 8                          | 62,5                    |
| 5    | Sierotki        | 2                 | 12                        | 6                          | 33,3                    |
| 6    | MFC Vysocina    | 1                 | 5                         | 6                          | 16,6                    |
| 7    | White Stags     | 0                 | 0                         | 6                          | 0                       |
| N/A  | Aquila Sequania | 0                 | 0                         | 0                          | 0                       |
| N/A  | Primus          | 0                 | 0                         | 0                          | 0                       |

À cause de la Pandémie de Covid-19, l'édition Buhurt Next 2021 a été annulé.
La première édition du Buhurt Next s'est déroulé le 25 janvier 2020 à Laon. 
| Rang | Club            | Combats remportés | Score de points remportés | Nombre de combats disputés | Pourcentage de victoire |
| ---- | --------------- | ----------------- | ------------------------- | -------------------------- | ----------------------- |
| 1    | Syabry          | 6                 | N/A                       | 7                          | 85,7                    |
| 2    | Yenisei         | 5                 | N/A                       | 7                          | 71,4                    |
| 3    | Bear Cubs       | 6                 | N/A                       | 7                          | 85,7                    |
| 4    | Martel          | 3                 | N/A                       | 7                          | 42,9                    |
| 5    | Legenda Polnocy | 3                 | N/A                       | 5                          | 60                      |
| 6    | Carcas-Sonne    | 2                 | N/A                       | 5                          | 40                      |
| 7    | Lions of Steel  | 2                 | N/A                       | 5                          | 40                      |
| 8    | Ursus Custodes  | 1                 | N/A                       | 5                          | 20                      |
| 9    | LWY Lublin      | 0                 | N/A                       | 4                          | 0                       |
| 10   | Ar Groaz Du     | 0                 | N/A                       | 4                          | 0                       |

### Battle of the Nations
La Bataille des Nations est le championnat du monde de béhourd (combat médiéval), qui s’est tenu pour la première fois en 2009, en Ukraine et se déroulant depuis cette date chaque année durant le mois d'avril, mai ou juin en Europe.